# Neologismo
Un neologismo (termine della lingua italiana derivato dal francese néologisme, a sua volta dal composto greco νέος-λόγος, neos-logos, 'nuova parola'), nella linguistica, indica le parole di nuova formazione presenti in una lingua, mentre l'insieme dei processi che portano alla formazione di neologismi è definito neologia.
La neologia è uno dei principali modi in cui una lingua si rinnova. Il ricorso ai neologismi deriva solitamente dall'esigenza di identificare invenzioni, fenomeni, scoperte e realizzazioni di recente comparsa o diffusione, per cui la ricognizione dei neologismi aiuta a rapportare la lingua oggetto d'esame e la cultura che fa uso di quella lingua.

## Tipi di neologia e terminologia
Generalmente si parla di forestierismi (o prestiti) nel caso di voci che provengano da lingue straniere, e di neologismi per le parole derivate (tramite suffissi, prefissi o composizione) da altri termini già presenti in una data lingua, ma non di rado i prestiti vengono inclusi tra i neologismi.
I neologismi sono detti "lessicali", quando comportano l'inclusione nel repertorio di una lingua di una vera e propria parola nuova; tra questi neologismi, sono detti "combinatori" quelli in cui processo neologico combina elementi della lingua secondo le regole tipiche di formazione delle parole (affissazione, composizione). I neologismi semantici consistono  invece nell'attribuzione di un nuovo significato ad un termine già in uso (come per l'italiano navigare su Internet o chiocciola per il simbolo @).
Non di rado l'aggiunta di un nuovo significato a una voce preesistente avviene per influsso di un'altra lingua: in questo caso si parla di "calco semantico" o di "prestito semantico". Una parola di nuovo conio è precisamente indicata come "neologismo lessicale", mentre un neologismo costituito da più parole che finiscono per combinarsi in un sintagma nominale stabile è denominato "neologismo sintattico": è il caso, ad esempio, di espressioni come giungla legislativa o lotta di classe. Il neologismo sintattico può essere considerato un tipo specifico di neologismo combinatorio.
Si dicono modismi o occasionalismi i neologismi di durata passeggera.

## Cultura in evoluzione
I neologismi sono talvolta creati mediante la fusione di parole già esistenti (neologismo sincratico) o aggiungendo nuovi suffissi e prefissi. Un neologismo può essere creato per abbreviazione o da un acronimo, sullo stampo di una parola esistente o semplicemente giocando con i suoni.
Frequentemente i neologismi diventano popolari tramite i mass media o per passaparola, specialmente presso i più giovani.
Praticamente ogni parola di una data lingua è stata, in qualche periodo, un neologismo, cessando poi di essere percepita come tale con il tempo e l'uso. Il destino dei diversi neologismi oscilla tra l'accettazione e il rifiuto: il fatto che un neologismo venga adottato o meno dipende da molti fattori: la rispondenza all'impianto fono-morfologico della lingua, il fatto che il fenomeno descritto dal neologismo rimanga in voga, permanendo dunque il bisogno di un termine che lo descriva, nonché l'accettazione da parte della maggior parte dei parlanti; quanto all'accettazione da parte dei linguisti e l'introduzione nei dizionari, tali fattori giocano un ruolo determinato solo se il pubblico entra significativamente in contatto con il nuovo termine.

## Accettazione culturale
Dopo essere stati coniati, i neologismi invariabilmente sono sottoposti allo scrutinio del pubblico e dei linguisti, per determinare la loro adeguatezza al linguaggio. Molti vengono accettati rapidamente, altri incontrano opposizione.
Alcuni neologismi vengono spesso messi in discussione perché rendono oscuro l'oggetto della discussione, e perché la novità del termine devia la discussione dal nocciolo della questione e la sposta sul significato del neologismo stesso.
Il risultato di questi dibattiti, quando avvengono, ha influenza sull'eventuale accettazione del neologismo come parte del linguaggio. I linguisti possono talvolta ritardare l'accettazione, ad esempio rifiutandosi di includerli nei dizionari; ciò causa talvolta l'estinzione del neologismo col passare del tempo. Cionondimeno se il pubblico continua ad usare il termine, questo alla fine si libera del suo status di neologismo ed entra nel linguaggio nonostante le obiezioni degli esperti.